# Groupe Latécoère
Groupe Latécoère («Латекоэ́р») — французская авиастроительная компания.

## История

### До Второй мировой войны
Основана Пьером-Жоржем Латекоэром в 1917 году, первым крупным контрактом стала поставка французской армии самолётов Salmson, после Первой мировой войны часть продукции составляли гидропланы. Некоторые типы выпускавшейся техники использовались в авиатранспортной компании Société des lignes Latécoère (впоследствии Aéropostale, далее вошедшей в состав Air France).

### Послевоенные годы
На сегодняшний день компания производит секции фюзеляжей для других фирм и является вторым европейским поставщиком бортового электрооборудования и авионики (производимых дочерней компанией Latelec).
Groupe Latécoère совместно с другими компаниями участвует в производстве различных типов авиатехники: коммерческой авиации (с Airbus и Boeing), региональных самолётов (с Embraer и Bombardier), бизнес-джетов с Dassault Aviation, и военных (с Dassault и Airbus).
В 2000 году в состав группы вошла чешская авиастроительная компания Letov.
По состоянию на 2006 год количество рабочих и служащих фирмы составляло 3,412 человек, а торговый оборот — 432 миллиона Евро; котировка её акций учитывалась в фондовом индексе CAC Small 90.
В 2014 году состоялось открытие фабрики в городе Эрмосильо (штат Сонора, Мексика).

## Дочерние предприятия
- CCA (Франция)
- Latécoère (Франция, Бразилия, США)
- LATelec (Франция, Тунис)
- LATelec GmbH (Германия)
- Letov (Чехия)

## Продукция фирмы
| - Latécoère 1 - Latécoère 2 - Latécoère 3 - Latécoère 4 - Latécoère 5 - Latécoère 6 - Latécoère 7 - Latécoère 8 - Latécoère 9* - Latécoère 10* - Latécoère 11* - Latécoère 12* - Latécoère 13* - Latécoère 14 - Latécoère 15 - Latécoère 16 - Latécoère 17 - Latécoère 18 - Latécoère 19 - Latécoère 20* - Latécoère 21 - Latécoère 22 - Latécoère 23 - Latécoère 24 - Latécoère 25 - Latécoère 26 - Latécoère 27* - Latécoère 28 - Latécoère 29 (gros)* - Latecoere 225* - Latécoère 290 - Latécoère 291 - Latécoère 292 - Latécoère 293 - Latécoère 294 - Latécoère 295 | - Latécoère 296 - Latécoère 297 - Latécoère 298 - Latécoère 299 - Latécoère 30* - Latécoère 300 - Latécoère 301 - Latécoère 302 - Latécoère 310* - Latécoère 32 - Latécoère 340 - Latécoère 350 - Latécoère 360* - Latécoère 370* - Latécoère 380 - Latécoère 381 - Latécoère 382* - Latécoère 383* - Latécoère 384* - Latécoère 385* - Latécoère 386* - Latécoère 410* - Latécoère 420* - Latécoère 430* - Latécoère 440 - Latécoère 441* - Latécoère 442* - Latécoère 443* - Latécoère 460* - Latécoère 470* - Latécoère 480* - Latécoère 490 - Latécoère 491 - Latécoère 492* - Latécoère 493* - Latécoère 500 | - Latécoère 501 - Latécoère 502* - Latécoère 503* - Latécoère 510* - Latécoère 520* - Latécoère 521 Lieutenant de Vaisseau Paris - Latécoère 522 - Latécoère 523 - Latécoère 524* - Latécoère 525* - Latécoère 530* - Latécoère 531* - Latécoère 550 - Latécoère 560* - Latécoère 570 - Latécoère 580* - Latécoère 581* - Latécoère 582 - Latécoère 583* - Latécoère 590* - Latécoère 600* - Latécoère 601* - Latécoère 602* - Latécoère 610* - Latécoère 611 - Latécoère 613* - Latécoère 614* - Latécoère 615* - Latécoère 616* - Latécoère 617* - Latécoère 620* - Latécoère 631 Lionel de Marmier |

образцы, помеченные *, существовали только в виде проектов

## Производство ракет дляВМС Франции
- Malaface
- Malafon

## Современный ассортимент выпускаемой гражданской авиапродукции
- Airbus A330 A340 (обшивка средней части фюзеляжа)[4]
- Airbus A340/500-600 (обшивка средней части фюзеляжа, носовая часть фюзеляжа)
- Airbus A380 (двери пассажирского отсека, люки для бесконтейнерной загрузки, носовая часть фюзеляжа)
- Airbus A320 (двери пассажирского отсека)
- Boeing 787 (двери пассажирского отсека)
- Bombardier CRJ 700/900 (люк бесконтейнерной загрузки)
- Embraer ERJ 170/175/190/195 (двери пассажирского отсека, двери аварийного выхода, носовые и кормовые части фюзеляжа)
- Dassault Falcon 50 EX (хвостовая часть фюзеляжа)
- Dassault Falcon 7X (двери багажного отсека и хвостовая часть фюзеляжа)
- Dassault Falcon 900 B/EX (хвостовая часть фюзеляжа)

## В массовой культуре
Компанию Latécoère упоминает в автобиографической книге «Планета людей» (1936) работавший в ней Антуан де Сент-Экзюпери:

Это было  в 1926 году.  Я поступил тогда пилотом на авиалинию  компании «Латекоэр», которая, еще прежде, чем «Аэропосталь» и  «Эр-Франс», установила сообщение  между  Тулузой и Дакаром.

Также она фигурирует в песне Сержа Генсбура «Lola Rastaquouère»:

Comment oses-tu me parler d'amour toi, hein
Toi qui n'as pas connu Lola Rastaquouère
Je lui faisais le plein comme au Latécoère
Qui décolle en vibrant vers les cieux africains.

И у Анри Сальвадора, в «Jardin d'Hiver»:

Je voudrais du Fred Astaire
Revoir un Latécoère
Je voudrais toujours te plaire
Dans mon jardin d'hiver.

В кинематографе самолёты Latécoère представлены преимущественно в историко-биографических фильмах.

## Авиатехника Latécoère в сувенирной и игровой индустрии
- «SBS Model» #SBS7001 Latécoère 28-3 'Comte de la Vaulx' 1:72
- «SBS Model» #SBS72002 Latécoère 28-5 'La Fregate' 1:72
- Replica 21 / Airmagazine  Latécoère 294 1:72
- «Azur» #A003 - Latécoère 298 1:72 (1998), 1:48
- «Classic Plane» Latécoère 299A 1:72
- «Aerovac» Latécoère 302 1:72
- «Aerovac» Latécoère 521 1:72
- «Contrail» Latécoère 631 1:72
- «F-RSIN Models» Latécoère 631 Flying Boat Air France 1/144 F-BDRC